# Tournoi de tennis de Lagos
Le tournoi de Lagos est un tournoi de tennis du circuit masculin de l'ATP World Tour, organisé à Lagos au Nigeria entre 1976 et 1980. Il a été joué en extérieur sur terre battue en 1976, 1978 et 1980 et sur dur en 1979. Il a fait partie du World Championship Tennis en 1976 et de la catégorie Grand Prix entre 1978 et 1980.
À partir de 1981, des tournois ont été organisés à Lagos dans la catégorie Challenger.

## Palmarès

### Simple
| No | Date       | Nom et lieu du tournoi | Catégorie      | Dotation       | Surface        | Vainqueur        | Finaliste        | Score          |                |
| -- | ---------- | ---------------------- | -------------- | -------------- | -------------- | ---------------- | ---------------- | -------------- | -------------- |
| 1  | 09-02-1976 | Lagos Open, Lagos      | WCT            | 50 000 $       | Terre (ext.)   | Dick Stockton    | Arthur Ashe      | 6-3, 6-2       |                |
|    | 1977       | Pas de tournoi         | Pas de tournoi | Pas de tournoi | Pas de tournoi | Pas de tournoi   | Pas de tournoi   | Pas de tournoi | Pas de tournoi |
| 2  | 06-03-1978 | Lagos Open, Lagos      | Grand Prix     | 50 000 $       | Dur (ext.)     | Kjell Johansson  | Robin Drysdale   | 9-8, 6-3       |                |
| 3  | 26-02-1979 | Lagos Open, Lagos      | Grand Prix     | 50 000 $       | Terre (ext.)   | Hans Kary        | Peter Feigl      | 6-4, 3-6, 6-2  |                |
| 4  | 25-02-1980 | Lagos Open, Lagos      | Grand Prix     | 50 000 $       | Terre (ext.)   | Peter Feigl      | Harry Fritz      | 6-2, 6-3, 6-2  |                |
| 5  | 02-03-1981 | , Lagos                | Challenger     | 50 000 $       | Dur (ext.)     | Larry Stefanki   | Peter Feigl      | 5-7, 6-3, 6-0  |                |
| 6  | 21-02-1983 | , Lagos                | Challenger     | 75 000 $       | Dur (ext.)     | Craig Wittus     | Michiel Schapers | 6-3, 4-6, 11-9 |                |
| 7  | 18-02-1985 | , Lagos                | Challenger     | 75 000 $       | Dur (ext.)     | Nduka Odizor     | Thomas Muster    | 6-3, 6-3       |                |
| 8  | 24-02-1986 | , Lagos                | Challenger     | 75 000 $       | Dur (ext.)     | Nduka Odizor     | Marcel Freeman   | 6-2, 6-3       |                |
| 9  | 24-11-1986 | , Lagos                | Challenger     | 50 000 $       | Dur (ext.)     | Nduka Odizor     | Andrew Castle    | 7-5, 6-4       |                |
| 10 | 01-12-1986 | , Ikeja/Lagos          | Challenger     | 25 000 $       | Terre (ext.)   | Stanislav Birner | Bernhard Pils    | 4-6, 6-3, 6-3  |                |
| 11 | 16-02-1987 | , Lagos                | Challenger     | 75 000 $       | Dur (ext.)     | Jorge Lozano     | Nduka Odizor     | 6-4, 6-4       |                |
| 12 | 13-02-1989 | , Lagos                | Challenger     | 75 000 $       | Dur (ext.)     | Paul Haarhuis    | Karel Nováček    | 4-6, 7-6, 6-4  |                |
| 13 | 04-02-1991 | , Lagos                | Challenger     | 75 000 $       | Dur (ext.)     | Paul Haarhuis    | T.J. Middleton   | 6-3, 6-3       |                |

### Double
| No | Date       | Nom et lieu du tournoi | Catégorie      | Dotation       | Surface        | Vainqueurs                  | Finalistes                         | Score               |                |
| -- | ---------- | ---------------------- | -------------- | -------------- | -------------- | --------------------------- | ---------------------------------- | ------------------- | -------------- |
| 1  | 09-02-1976 | Lagos Open, Lagos      | WCT            | 50 000 $       | Terre (ext.)   |                             | Arthur Ashe Tom Okker              | Tournoi non terminé |                |
|    | 1977       | Pas de tournoi         | Pas de tournoi | Pas de tournoi | Pas de tournoi | Pas de tournoi              | Pas de tournoi                     | Pas de tournoi      | Pas de tournoi |
| 2  | 06-03-1978 | Lagos Open, Lagos      | Grand Prix     | 50 000 $       | Dur (ext.)     | George Hardie Sashi Menon   | Colin Dowdeswell Jürgen Fassbender | 6-3, 3-6, 7-5       |                |
| 3  | 26-02-1979 | Lagos Open, Lagos      | Grand Prix     | 50 000 $       | Terre (ext.)   | Joel Bailey Bruce Kleege    | Ismail El Shafei Peter Feigl       | 6-4, 6-7, 6-3       |                |
| 4  | 25-02-1980 | Lagos Open, Lagos      | Grand Prix     | 50 000 $       | Terre (ext.)   | Tony Graham Bruce Nichols   | Kjell Johansson Leo Palin          | 6-3, 0-6, 6-3       |                |
| 5  | 02-03-1981 | , Lagos                | Challenger     | 50 000 $       | Dur (ext.)     | Bruce Kleege Larry Stefanki | Ian Harris Craig Wittus            | 6-2, 3-6, 6-3       |                |
| 6  | 21-02-1983 | , Lagos                | Challenger     | 75 000 $       | Dur (ext.)     | Wesley Cash John Mattke     | Jonathan Canter Joe Meyers         | 6-3, 3-6, 6-3       |                |
| 7  | 18-02-1985 | , Lagos                | Challenger     | 75 000 $       | Dur (ext.)     | Egan Adams Mark Wooldridge  | Peter Elter Peter Feigl            | 6-4, 6-4            |                |
| 8  | 24-02-1986 | , Lagos                | Challenger     | 75 000 $       | Dur (ext.)     | Leo Palin Olli Rahnasto     | Lloyd Bourne Brett Dickinson       | 4-6, 7-6, 6-4       |                |
| 9  | 24-11-1986 | , Lagos                | Challenger     | 50 000 $       | Dur (ext.)     | Rill Baxter Larry Scott     | Álvaro Jordan Jean-Marc Piacentile | 6-7, 7-6, 6-3       |                |
| 10 | 01-12-1986 | , Ikeja/Lagos          | Challenger     | 25 000 $       | Terre (ext.)   | Tony Mmoh Nduka Odizor      | Yahiya Doumbia Mike Smith          | 6-4, 7-6            |                |
| 11 | 16-02-1987 | , Lagos                | Challenger     | 75 000 $       | Dur (ext.)     | Lloyd Bourne Jeff Klaparda  | Loïc Courteau Éric Winogradsky     | 6-7, 6-2, 7-6       |                |
| 12 | 13-02-1989 | , Lagos                | Challenger     | 75 000 $       | Dur (ext.)     | Alfonso Mora James Schor    | Jacco Eltingh Paul Haarhuis        | 4-6, 7-6, 6-2       |                |
| 13 | 04-02-1991 | , Lagos                | Challenger     | 75 000 $       | Dur (ext.)     | Ugo Colombini Paul Wekesa   | Daniel Marco Clément N'Goran       | 7-5, 6-1            |                |